# Grande Armée

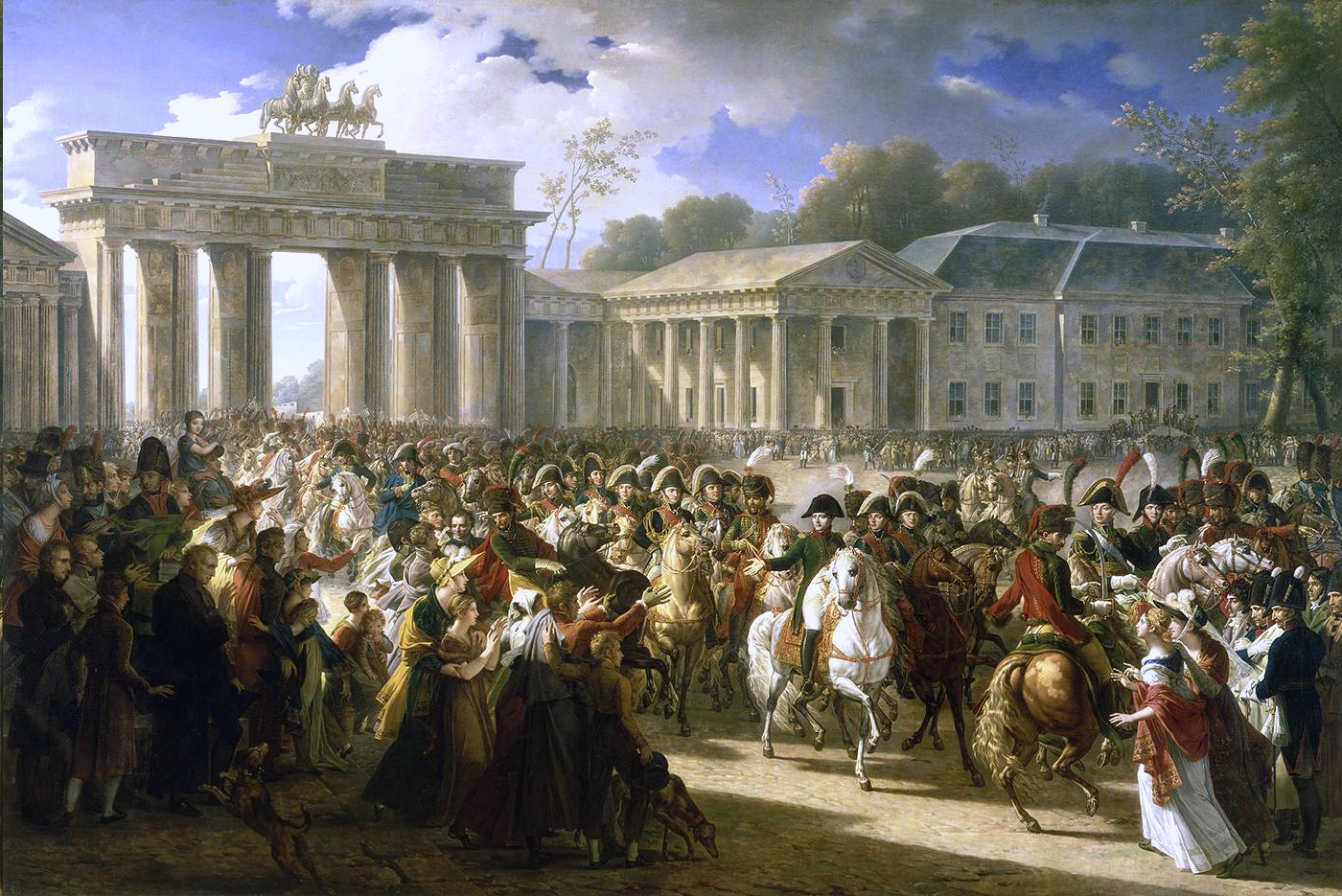
Octombrie 1806: Napoleon intră în Berlin, după ce „Marea Armată” zdrobise armata prusacă la Jena și Auerstaedt

La Grande Armée (în română Marea Armată) este numele sub care au fost cunoscute două armate franceze ale Primului Imperiu, prima fiind înființată în septembrie 1805 și suprimată în octombrie 1808 iar a doua este înființată la începutul lui 1811 și dizolvată în aprilie 1814, la căderea Imperiului. În sens larg și în mod incorect, Marea Armată desemnează în mod general armata franceză principală, comandată direct de Împăratul Napoleon I de-a lungul Războaiele napoleoniene, cu toate că sensul strict al sintagmei este cel corect. Un bulevard din Paris, Avenue de la Grande Armée, onorează memoria „Marii Armate”.

## Prima „Mare Armată”
La izbucnirea războiului cu Austria, grosul trupelor franceze erau regrupate pe coasta de nord a Franței, sub numele de „Armata din Anglia”, în vederea unei posibile invazii a acestei țări. Invazia austriacă în Bavaria îl obligă pe Împăratul Napoleon să mobilizeze această armată, denumită pentru prima dată „Marea Armată” într-o depeșă a Împăratului către Mareșalul Berthier, datată 29 august 1805. Această armată se va concentra la tabăra de la Boulogne, va face campania din Germania și Austria, luptând într-o serie de bătălii, ce culminează cu succesele răsunătoare de la Ulm și apoi Austerlitz. În același timp, în nordul Italiei, acționa o altă armată franceză, numită „Armata din Italia”, comandată de Mareșalul Masséna, iar sintagma „Mare Armată” a apărut probabil tocmai cu scopul de a diferenția armata franceză principală de armata secundară din peninsulă. Formată în mare parte din veterani, „Marea Armată” face apoi campania din 1806 în aceeași formulă, fiind reîntărită cu recruți în 1807, pentru campania de iarnă din Polonia.
Armata este apoi dizolvată în 1808 iar armatele comandate de Împărat în Spania și în timpul celei de-a Cincea Coaliții purtând numele de „Armata din Spania” și „Marea Armată din Germania”, respectiv.

## A doua „Mare Armată”
În 1811, Napoleon folosește din nou sintagma „Marea Armată” și armata multinațională comandată de Împărat în timpul campaniei din Rusia (1812) și celei de-a Cincea Coaliții va păstra acest nume. Armate franceze secundare vor fi cunoscute sub alte nume („Armata din Spania”, „Armata din Italia”). A doua „Mare Armată” suferă pierderi enorme în timpul campaniei din Rusia și nu va mai redeveni niciodată o armată în care să predomine veteranii căliți, ci o armată formată în mare parte din tineri recruți. Această armată a fost una cu adevărat multinațională, cuprinzând, în timpul campaniei din Rusia nu mai puțin de 10 naționalități diferite, printre care puternice contingente italiene, germane și poloneze.
În timpul „celor o sută de zile”, armata franceză principală, care a luptat la Waterloo, a fost denumită „Armata Nordului”.